# Heerlijkheid Sainte-Colombe

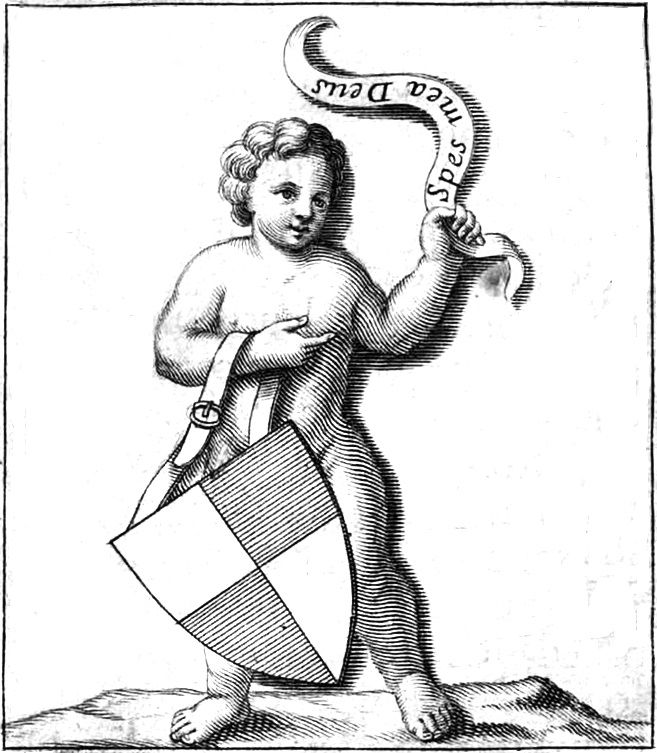
Het wapen van Sainte-Colombe (gevierendeeld in zilver en azuur) en het motto ‘Spes mea Deus’ (God [is] mijn hoop). Gravure uit 1673.

De heerlijkheid Sainte-Colombe is een voormalige heerlijkheid in Frankrijk dat afwisselend hoorde bij de heerlijkheid Beaujeu en het graafschap Forez. De heerlijkheid komt grofweg overeen met de huidige gemeente Sainte-Colombe-sur-Gand.

## Geschiedenis
Op 30 januari 1201 wordt een Guillaume de Sainte Colombe vermeld, die later een kapel en een grafkelder voor het huis Sainte-Colombe stichtte in de kathedraal van Lyon.
In 1222 was de heerlijkheid in het bezit van Arnaud de Saint-Marcel als leen van de heer van Beaujeu.
Een kleine eeuw later, in 1320, was Guillard I de Charsala heer van Sainte-Colombe. Het is onbekend hoe de familie Charsala in het bezit kwam van de heerlijkheid. Eerder diende hij een klacht in bij de châtellenie van Lay over zijn bevoegdheid recht te spreken. Naar aanleiding hiervan werd een onderzoek ingesteld zowel in Forez als in de Beaujolais. De uitspraak werd op 3 juli 1319 gedaan door de rechtsgeleerde Martin de Buella en was in het voordeel van Guillard I. Deze uitspraak hield in dat hij en zijn nageslacht vanaf dat moment onbeperkte bevoegdheid hadden recht te spreken in Sainte-Colombe. Dit recht werd in 1335 nog aangevochten door Jeanne de Châteauvillain, de moeder van de heer van Beaujeu, maar zonder resultaat.
Hij werd opgevolgd door zijn oudste zoon, Girard. Als schildknaap van graaf Guigues VII van Forez verklaarde hij hem op 27 mei 1341 trouw. Vanaf 1364 was hij ridder, baljuw van Forez en kastelein van Néronde en Lavieu. In 1371 werd hij benoemd tot kastelein van Néronde en Montcellier. Hij schijnt in zijn functies ontheven te zijn in 1372 door Johanna van Bourbon, weduwe van Guigues VII van Forez. Girard wordt nog vermeld op 4 april 1382. Met zijn vrouw, Catherine de Monteux had hij twee kinderen: Guillard II, die hem opvolgde, en een dochter, die trouwde met de heer van Francheleins.
Guillard II trouwde in 1363 met Catherine de Monteux. In 1367 verklaarde hij net als zijn vader trouw aan de graaf van Forez, maar dit keer voor de heerlijkheid Sury (tegenwoordig Sury-le-Comtal). Hij kreeg deze heerlijkheid voor de goede diensten die hij de graaf bewezen had. In 1382 hertrouwde hij met zijn nicht Catherine Charsala, erfgename van alle bezittingen van de familie Charsala du Maignil, Charsala de Cordelle, Saint-Priest en La Garde-Boeri. Op 4 augustus 1386 verklaarde hij de graaf van Forez opnieuw trouw; dit keer voor de Heerlijkheid Saint-Priest (tegenwoordig Saint-Priest-la-Roche) en landgoederen in de parochie van Cordelle. Hij wordt voor het laatst genoemd in 1406.
Hij had vier kinderen: Girard, Josserand, Catherine en Béatrice. Girard trouwde op 20 mei 1402 op het château de Cleppé Jeanne du Crois, dochter van de rijke Jean du Crois, heer van Currèze en Catherine de Rougemont. Bij dit huwelijk ontving hij van zijn vader het familiekasteel en de jurisdictie in Sainte-Colombe. Girard overleed echter kort na zijn huwelijk zonder nakomelingen.

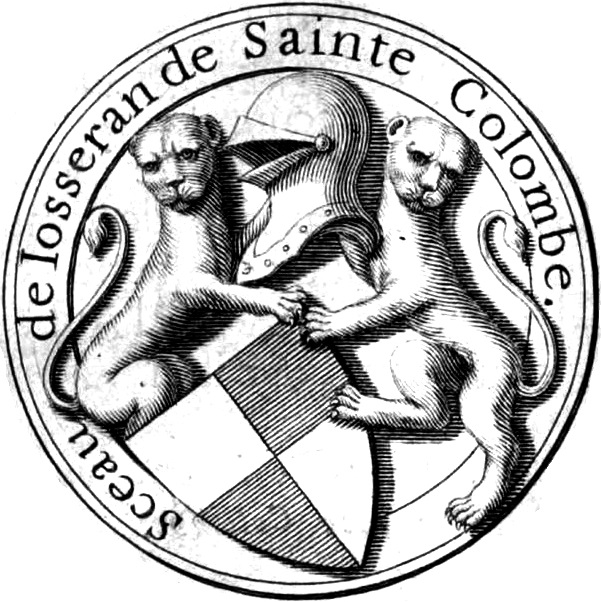
Zegel van Josserand de Sainte-Colombe (fl. 1401-1435). Gravure uit 1673.

De heerlijkheid kwam vervolgens aan zijn broer Josserand, vanaf 1401 getrouwd met Marguerite de Polargues, dochter van Eléonore de Saint-Priest d'Apinac. Daarna trouwde hij nog twee keer. In 1412 voerde hij het bevel over een garnizoen in Chamelet en verklaarde hij trouw aan de graaf van Forez, Jan I van Bourbon. In 1435 maakte hij zijn testament op.
Uit zijn drie huwelijken had Josserand veel kinderen, die allemaal bekend zijn uit wapenboeken. Zijn oudste zoon, Jean de Sainte-Colombe ontving de heerlijkheid Saint-Priest, het erfgoed van zijn grootmoeder Catherine en veranderde zijn naam in Jean de Saint-Priest. Andere kinderen waren Jeanne, getrouwd met Guillaume Letous, heer van Pradines, en Antoine de Sainte-Colombe, die in 1443 trouwde met Catherine de Lorgue, dochter van Louis de Lorgue, heer van L'Aubépin. Zijn vrouw erfde in 1449 van haar vader het goed Pinay. Antoine verklaarde in 1449 en 1459 trouw aan de graaf van Forez voor de heerlijkheid Sainte-Colombe en nog een keer in 1458 voor al zijn overige bezittingen in de Forez. In 1477 verklaarde hij trouw aan Peter II van Bourbon, heer van Beaujeu. Hij overleed in 1479.
Volgens de wapenboeken had Antoine 13 kinderen, van wie de oudste, Louis, in 1482 een ruzie bijlegde met zijn broer Antoine. Louis trouwde in 1489 Amée de Salamar de Ressis. In 1490 verklaarde hij trouw aan Peter II van Bourbon voor al zijn heerlijkheden in de Forez. Hij maakte in 1518 zijn testament op. Ook stichtte hij een prebende in Sainte-Colombe.
Etienne de Sainte-Colombe, zoon van Louis, nam deel aan de Italiaanse Oorlogen en ontving in november 1533 van Frans I van Frankrijk het recht op een derde markt in Sainte-Colombe. Verder diende hij in de Beaujolais. In 1559 maakte hij zijn testament op.

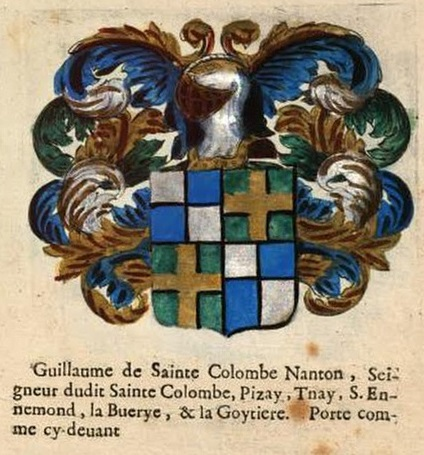
Combinatiewapen van het het huis van Nanton (rechtsboven en linksonder) en Sainte-Colombe (linksboven en rechtsonder).

Zijn dochter Madeleine trouwde in 1578 met haar neef François de Saint-Priest; zijn zoon Philibert trouwde in 1570 met Catherine de Nanton afkomstig uit de Mâconnais. Hij kwam in 1570 om door een val van zijn paard.
Zijn toen minderjarige zoon, Renaud de Sainte-Colombe, zette de lijn van heren van Sainte-Colombe voort. Hij erfde van zijn grootvader aan moederszijde de heerlijkheid Pizay op voorwaarde dat hij de naam en het wapen van Nanton aannam naast die van Sainte-Colombe. Hij trouwde in 1598 met Claudine d'Albon. Hij had 13 kinderen, van wie de meeste geestelijken. Hij bepaalde dat na zijn dood zijn vrouw zijn erfgenaam mocht aanwijzen. Per testament gedateerd 21 oktober 1640 wees ze haar jongste zoon, Guillaume de Sainte-Colombe-Nanton, als opvolger aan.
Guillaume liet bij zijn overlijden in 1686 minstens zeven kinderen na. Zijn zoon Claude de Sainte-Colombe-Nanton trouwde in 1700 en moest de heerlijkheid verhuren en een andere heerlijkheid, die van Bury, die vanaf einde 14e eeuw in het bezit van de familie was, verkopen. Hij overleed kinderloos tussen 1732 en 1747, waarmee de tak van Nanton de Sainte-Colombe uitstierf.
De heerlijkheid kwam vervolgens in het bezit van Jean Eléonor de Sainte-Colombe, heer van Saint-Priest en Le Poyet, vijfde generatie in afstamming van François de Sainte-Colombe, heer van Saint-Priest, zoon van Etienne de Sainte-Colombe. Hij diende in het regiment van Lodewijk Alexander van Bourbon en was getrouwd met Marie Bottu.
Hun zoon, Jean Louis Eléonor, was de laatste heer van Sainte-Colombe en Le Poyet. Hij trouwde op 18 april 1769 met Louise Pétronille de Guillemin en had met haar twee kinderen: Jean Baptiste, geboren in 1770, en Pierrette Marie, geboren op 9 september 1771. Tijdens de Franse Revolutie werd de heerlijkheid Sainte-Colombe opgeheven. Op 6 januari 1794 werd Jean Louis Eléonor als gevolg van de Terreur als landverrader ter dood veroordeeld en geëxecuteerd.

## Lijst van heren van Sainte-Colombe
De jaartallen in dit overzicht zijn bij benadering.
Huis van Saint-Marcel
- 1222-1222 Arnaud de Saint-Marcel

Huis van Charsala
- 1319-1335 Guillard I de Sainte-Colombe
- 1341-1382 Girard I (zoon)
- 1406-1406 Guillard II (zoon)
- 1410-1410 Girard II (zoon)
- 1412-1435 Josserand (broer)
- 1449-1479 Antoine (zoon)
- 1479-1520 Louis (zoon)
- 1527-1568 Etienne (zoon)
- 1568-1570 Philibert (zoon)

Huis van Sainte-Colombe-Nanton
- 1570-1633 Renaud de Sainte-Colombe-Nanton (zoon)
- 1633-1686 Guillaume (zoon)
- 1686-1737 Claude (zoon)

Huis van Sainte-Colombe-Saint-Priest
- 1737-1762 Jean Eléonor de Sainte-Colombe-Saint-Priest (zesde in afstamming van Etienne)
- 1762-1790 Jean Louis Eléonor (zoon)